# Авантюристы (фильм, 1951)
«Авантюристы» (англ. The Adventurers) — британский приключенческий фильм, снятый в 1951 году режиссёром Дэвидом Макдональдом. Фильм повествует о людях, отправившихся после англо-бурской войны искать алмазы в Велде. Главные роли исполнили Джек Хокинс, Питер Хаммонд и Деннис Прайс.
Этот фильм входит в целую серию, снятых Великобританией после окончания Второй мировой войны в доминионах.

## Сюжет
Действие фильма происходит в Южной Африке в конце Второй англо-бурской войны. Коммандос Питер Брандт (Джек Хокинс) натыкается на труп курьера с бриллиантами.
Брандт закапывает курьера и его ценный тайник с бриллиантами, а затем возвращается в свой полк.
После окончания войны Брандт
возвращается в город, из которого уехал три года назад, и узнаёт, что его бывшая девушка — Анна — вышла замуж за опального английского офицера Клайва Хантера.
Некоторое время спустя Брандту становятся необходимы деньги, и он решает вернуться назад и забрать их из тайника. Для этого он обращается за помощью к бывшим товарищам Хендрику фон Тала, Хантеру и Доминику, владельцу местного бара.
Все они отправляются на поиски драгоценностей, но в конечном итоге предают друг друга.

## В ролях
- Деннис Прайс[англ.] — Клайв Хантер.
- Джек Хокинс — Питер Брандт.
- Питер Хаммонд[англ.] — Хендрик фон Тала.
- Грегуар Аслан[англ.] — Доминик.
- Чарльз Патон[англ.] — бармен.
- Сиобан МакКенна — Энн Хантер.
- Ли Бернард — О’Коннелл.
- Рональд Адам[англ.] — Ван Тала.
- Мартин Бодди[англ.] — главный инженер.
- Сирил Чемберлен[англ.] — официант.

## Производство и премьера
Сценарий к фильму разработал писатель Роберт Вестерби на основе одной из своих книг для продюсерской компании Mayflower Productions.
Джек Хокинс снимался через посредника — компанию British Lion Films.
Съёмки проводились на студии «Pinewood Studios», а также в ЮАР, в окрестностях Йоханнесбурга. Производство началось в мае 1950 года и закончилось к сентябрю. Выпущен в прокат дистрибьютором «General Film Distributors» только в следующем году.
Первоначальное название фильма — «Южноафриканская история». Мировая премьера состоялась на борту лайнере RMS Queen Mary. Для того, чтобы фильм вышел в прокат в США, его хронометраж был урезан на 12 минут и два раза переименован: сначала в «Фортуну в бриллиантах», а позже в «Великое приключение».

## Критика
Агрегатор AllMovie написал: «Африканская версия Сокровищ Сьерра-Мадре отличается необычно злобной актёрской игрой Джека Хокинса». Британский еженедельник Radio Times отметил медлительность повествования и сравнил его с «улиткой». В TV Guide также нашли сходство с «Сокровищами Сьерра-Мадре» и «Алчностью», тем не менее написав, что «это вполне захватывающий фильм».